# ウォーター・ホース
『ウォーター・ホース』（The Water Horse: Legend of the Deep）は、2007年のアメリカ合衆国の映画。

## 概要
原作はディック・キング＝スミスの『おふろの中からモンスター』（The Water Horse）。世界中で物議を醸したネッシーの写真をモチーフにした児童書。
1942年のスコットランドを舞台に、ケルピーをモデルにしたウォーター・ホースという謎の獣と純粋な少年の交流を描いている。撮影はニュージーランドで行われた。

## キャスト
| 役名                        | 俳優                   | 日本語吹替 |
| --------------------------- | ---------------------- | ---------- |
| アン・マクマロウ            | エミリー・ワトソン     | 山像かおり |
| アンガス・マクマロウ        | アレックス・エテル     | 海鋒拓也   |
| ルイス・モーブリー          | ベン・チャップリン     | 宮内敦士   |
| ハミルトン大尉              | デヴィッド・モリッシー | 森田順平   |
| 老年期のアンガス/ナレーター | ブライアン・コックス   | 石田太郎   |

- 日本語版制作スタッフ、翻訳：松崎広幸、演出：安江誠、制作協力：グロービジョン、配給：（株）ソニー・ピクチャーズ エンタテインメント

## スタッフ
- 監督：ジェイ・ラッセル
- 脚本：ロバート・ネルソン・ジェイコブス
- 製作：ロバート・バーンスタイン、ダグラス・レイ、バリー・M・オズボーン、チャーリー・ライオンズ
- 製作総指揮：チャールズ・ニューワース
- 撮影監督：オリヴァー・ステイプルトン
- 美術監督：トニー・バロー
- 編集：マーク・ワーナー
- 衣装デザイン：ジョン・ブルームフィールド
- 音楽：ジェームズ・ニュートン・ハワード